# Kyiv Contemporary Music Days
Kyiv Contemporary Music Days (KCMD) — освітньо-концертна платформа сучасної української академічної музики, заснована 2015 року.

## Історія
Платформу Kyiv Contemporary Music Days було засновано у грудні 2015 року музикантами ансамблю Kroiser Ensemble гітаристом Францішко Мораішем Франко (Португалія), кларнетистом Дарко Хорватічем (Сербія), скрипалем Джунія Макіно (Японія-Німеччина) та піаністом Альбертом Саприкіним (Україна). Спочатку вони зібрались разом в австрійському місті Ґрац, де познайомились під час навчання. Для свого новоствореного ансамблю — Kroiser Ensemble шукали репертуар для єдиного концерту в Києві. Після посту в соцмережі з проханням до сучасних композиторів, одержали майже півсотні партитур із Великої Британії, Іспанії, Молдови, Нідерландів, Німеччини, Норвегії, Польщі, Португалії, Росії, Словаччини, США та України. Тому відібрані найяскравіші музичні твори прозвучали у Києві та Львові на прем'єрних виконаннях авторах. Крім того, композитори читали лекції про сучасну музику, давали сольні концерти та проводили воркшопи.
Перший концерт наприкінці 2015 року перетворився на масштабний міжнародний фестиваль (9 концертів, 2 воркшопи, 5 лекцій) за участі іноземних композиторів та музикантів (наприклад, музику Тору Такеміцу, Джачінто Шелсі, Трістана Мюрайя і Марка-Андре Дальбаві виконував оркестр Armonia Ludus, диригував Міхеїл Менабде (Грузія — Україна). Заходи проходили на дев'яти різних майданчиках Києва і Львова, найбільший з яких «Київський Арсенал» .

## Діяльність
Засновники освітньо-концертної платформи організовують у Києві концерти, лекції та майстер-класи сучасної академічної музики за участю як українських музикантів, так і музикантів та композиторів з країн Європи (Великої Британії, Німеччини, Італії, Іспанії, Австрії, Португалії, Польщі, Греції, Сербії, Грузії, Швеції та Росії), Америки (США) та Азії (Китаю, Японії та ін.). Одне із завдань цієї діяльності перетворення Києва на столицю сучасної академічної музики у Східній Європі. На фестивалях KCMD музиканти грають українську і зарубіжну музику з другої половини XX століття до наших днів. Головний акцент своїх програм вони зосереджують на хрестоматійних партитурах «contemporary music».
Організовано близько 46 концертів та лекцій сучасної академічної музики.

## Команда KCMD
Катерина Алимова, Ірина Білобородова, Дарина Вдовіна, Поліна Городиська, Марія Карельська, Борис Логінов, Джунія Макіно, Назарій Мисинчук, Альберт Саприкін, Олександра Сауляк, Марія Титова, Віта Шнайдер, Михайло Чедрик та інші.